# Ivailo Petev
Ivailo Bogdanov Petev (en búlgaro: Ивайло Богданов Петев, Lovech, Bulgaria; 9 de julio de 1975) es un exfutbolista y entrenador de fútbol búlgaro. Actualmente dirige al Baniyas Club.

## Trayectoria como jugador
Petev posee una gran experiencia como jugador en el grupo "A", la primera división de fútbol búlgara, en su carrera ha jugado para equipos como el Litex Lovech, Olímpico (Teteven), PFC Spartak Varna, PFC Cherno More Varna, PFC Rodopa Smolyan, FC Dunav Rousse, PFC Marek Dupnitsa, el equipo griego AS Trikala 2000 BC y el Lyubimets 2007.
En el verano de 2009, debido a la interferencia del presidente del Lyubimets 2007 en su trabajo, firma por el PFC Etar 1924 Veliko Tarnovo por un año. Este será el último equipo en el que juegue como profesional.
En el verano de 2010, puso fin a su carrera deportiva como jugador de fútbol debido a una lesión crónica en la rodilla izquierda.
Con el Litex Lovech ganó dos títulos de liga y una copa y jugó 10 partidos en competiciones europeas. Es seleccionado para el "Equipo ideal de la década del Litex Lovech." Con el equipo juvenil nacional de Bulgaria jugó 10 partidos y anotó un gol y para el combinado nacional absoluto jugó tres partidos durante la época de Stoycho Mladenov. En 2008, el ya veterano Petev cae al puesto 16 en la encuesta por el ¨Jugador del Año¨ con el mismo número de puntos que Kiril Kotev y Valeri Domovchiyski.

## Trayectoria como entrenador

### Ludogorets Razgrad
Después de un breve período en Lyubimets como jugador-entrenador en 2009, Petev fue nombrado entrenador del Ludogorets Razgrad, luego de la compra del club por parte de Kiril Domuschiev. Logró llevar al equipo a un ascenso a la máxima división del fútbol búlgaro, seguido de dos títulos del Grupo A (el primero en la historia del club), una Copa de Bulgaria y una Supercopa de Bulgaria. El 21 de julio de 2013, Ludogorets reemplazó a Petev con Stoycho Stoev después de malas actuaciones contra Lyubimets y Slovan Bratislava en el partido de ida de las rondas de clasificación de la UEFA Champions League.

### Levski Sofia
El 8 de octubre de 2013, Petev se convirtió en entrenador del Levski Sofia, que resultó impopular debido a sus pasadas lealtades al club. En su presentación pública, los seguidores del Levski reunidos se quitaron la camiseta frente a la prensa, lo que provocó la renuncia de Petev un día después.

### AEL Limassol
En octubre de 2013, Petev firmó un contrato con el club chipriota AEL Limassol. Llevó al AEL al primer lugar en la tabla de la liga de la temporada regular, tres puntos por delante del Apollon Limassol y APOEL de Nicosia, lo que resultó en la clasificación para los play-offs. Aunque lideró el grupo hasta la última jornada, el AEL perdió el título en el partido decisivo contra el APOEL. A pesar de la derrota, AEL se clasificó para la temporada de la Liga de Campeones de la UEFA 2014-15. Petev llevó al equipo a una victoria por 1-0 contra el Zenit de San Petersburgo en el partido de ida de la tercera ronda de clasificación de la UEFA Champions League, pero su equipo no pudo mantener la ventaja y perdió el partido de vuelta 0-3, quedando así eliminado y colocado en la UEFA Europa League. AEL se enfrentó al equipo inglés, Tottenham Hotspur, pero fue eliminado después de perder 5-1 en el global.
El 17 de noviembre de 2014, Petev fue reemplazado como entrenador por Christakis Christoforou.

### Bulgaria
En diciembre de 2014, Petev fue designado oficialmente por la Unión Búlgara de Fútbol como entrenador de la selección nacional de Bulgaria. En su primer partido oficial a cargo, Bulgaria empató 2-2 en casa contra Italia a pesar de liderar hasta el minuto 84 gracias a los goles en la primera mitad de Ivelin Popov e Iliyan Mitsanski. El equipo finalmente terminó en cuarto lugar y no pudo clasificarse para la Eurocopa 2016. El 27 de septiembre de 2016 dejó el cargo.

### Dinamo Zagreb
El 27 de septiembre de 2016, Petev se convirtió en entrenador del equipo croata Dinamo Zagreb. Fue despedido el 13 de julio de 2017, después de que el Dinamo terminara la temporada sin trofeos por primera vez en doce años, y después de que se peleara con varios jugadores, incluidos Ante Ćorić, Sammir y Junior Fernandes.

### Carrera posterior
Después del Dinamo, Petev trabajó como entrenador en el club chipriota Omonia, en el equipo de Arabia Saudita Al Qadsiah y en el club polaco Jagiellonia Białystok.

### Bosnia y Herzegovina
El 21 de enero de 2021, se anunció que la Federación de Fútbol de Bosnia y Herzegovina había nombrado a Petev como el nuevo entrenador de la selección nacional de Bosnia y Herzegovina, antes del comienzo de las eliminatorias de la Copa Mundial de la FIFA 2022. Al final de la campaña de clasificación, Bosnia y Herzegovina ganó solo siete puntos, lo que la convierte en la peor campaña de clasificación de su historia.
A pesar de ascender al equipo al Grupo a de la UEFA Nations League, el contrato de Petev expiró y fue relevado de sus funciones como entrenador en diciembre de 2022, antes del comienzo de la clasificación para la Eurocopa 2024.

### Segunda etapa en el Ludogorets Razgrad
En marzo de 2023 volvió a entrenar al Ludogorets Razgrad después de diez años, reemplazando a Ante Šimundža.Unos meses después, lideró al equipo para ganar el campeonato y la copa nacional. No obstante, el 6 de octubre, tras la dura derrota por 7-1 en la Conference League contra el Nordsjælland, presentó su renuncia.

### Universitatea Craiova
El 29 de octubre de 2023, Petev fue confirmado como entrenador de Universitatea Craiova.En abril de 2024, su contrato fue rescindido de mutuo acuerdo con la directiva rumana.

### Baniyas
El 28 de mayo de 2025, asumió al frente del Baniyas Club.

## Clubes

### Como futbolista
| Club                       | País     | Año         | Partidos | Goles |
| -------------------------- | -------- | ----------- | -------- | ----- |
| Litex Lovech               | Bulgaria | 1996 - 1998 | 86       | 15    |
| Olympic Teteven (cedido)   | Bulgaria | 1998        | 6        | 0     |
| PFC Spartak Varna (cedido) | Bulgaria | 1999        | 19       | 2     |
| Litex Lovech               | Bulgaria | 2002        | 86       |       |
| PFC Cherno More Varna      | Bulgaria | 2002        | 10       | 1     |
| Litex Lovech               | Bulgaria | 2003        | 3        | 0     |
| PFC Spartak Varna          | Bulgaria | 2003 - 2004 | 13       | 3     |
| PFC Rodopa Smolyan         | Bulgaria | 2004 - 2005 | 28       | 4     |
| FC Dunav Rousse            | Bulgaria | 2006        | 26       | 2     |
| PFC Marek Dupnitsa         | Bulgaria | 2007        | 10       | 1     |
| Trikala F.C.               | Grecia   | 2007 - 2008 | 22       | 1     |
| Lyubimets 2007             | Bulgaria | 2008 - 2009 | 28       | 5     |
| PFC Etar 1924              | Bulgaria | 2009 - 2010 | 23       | 5     |

### Como entrenador
- Datos actualizados al último partido dirigido el 28 de mayo de 2025.

| Club                              | País                   | Año           | Partidos | Ganados | Empatados | Perdidos | Rendimiento |
| --------------------------------- | ---------------------- | ------------- | -------- | ------- | --------- | -------- | ----------- |
| Ludogorets Razgrad                | Bulgaria               | 2010 - 2013   | 94       | 62      | 19        | 13       | 72.7%       |
| AEL Limassol                      | Chipre                 | 2013 - 2014   | 43       | 26      | 8         | 9        | 66.67%      |
| Selección de Bulgaria             | Bulgaria               | 2014 - 2016   | 13       | 5       | 2         | 6        | 43.59%      |
| Dinamo Zagreb                     | Croacia                | 2016 - 2017   | 35       | 23      | 5         | 7        | 70.47%      |
| Omonia                            | Chipre                 | 2017–2018     | 15       | 8       | 1         | 6        | 55.55%      |
| Al-Qadsiah                        | Arabia Saudita         | 2018 - 2019   | 15       | 5       | 2         | 8        | 37.77%      |
| Jagiellonia Białystok             | Polonia                | 2019 - 2020   | 17       | 6       | 5         | 6        | 45.09%      |
| Selección de Bosnia y Herzegovina | Bosnia y Herzegovina   | 2021 - 2022   | 20       | 6       | 7         | 7        | 41.27%      |
| Ludogorets Razgrad                | Bulgaria               | 2023          | 38       | 25      | 5         | 8        | 70.18%      |
| Universitatea Craiova             | Rumania                | 2023-2024     | 20       | 10      | 5         | 5        | 58.33%      |
| Baniyas Club                      | Emiratos Árabes Unidos | 2025-presente |          |         |           |          |             |
| Total                             | Total                  | Total         | 314      | 176     | 59        | 79       | 62.31%      |

## Palmarés

### Como entrenador

#### Campeonatos nacionales
| Título                | Club                   | País     | Año             |
| --------------------- | ---------------------- | -------- | --------------- |
| B PFG                 | PFC Ludogorets Razgrad | Bulgaria | 2010-11         |
| A PFG                 | PFC Ludogorets Razgrad | Bulgaria | 2011-12 2012-13 |
| Copa de Bulgaria      | PFC Ludogorets Razgrad | Bulgaria | 2012            |
| Supercopa de Bulgaria | PFC Ludogorets Razgrad | Bulgaria | 2012            |
| A PFG                 | PFC Ludogorets Razgrad | Bulgaria | 2022-23         |
| Copa de Bulgaria      | PFC Ludogorets Razgrad | Bulgaria | 2022-23         |